# Агничаяна

Создание алтаря в форме птицы при совершении ритуала

Агнича́яна (санскр. अग्निचयन, IAST: agnicayana), или Атиратра-агничаяна (IAST: atirātra agnicayana) — шраута-ритуал в ведийской религии, заключающийся в сооружении алтаря Агни. Его мантры и теологические разъяснения из текстов брахман впервые засвидетельствованы в самхитах «Яджур-веды» (Тайттирия, Катхака, Ваджасанейи). В брахманах этому ритуалу придается большое значение, он имеет много символических значений и толкований.

## Ритуал
Для проведения всего ритуала агничаяна требовался целый год, в течение которого большой алтарь в форме птицы с распростёртыми крыльями, уттараведи («северный алтарь»), возводился из 10 800 кирпичиков. Эти кирпичи укладывались в пять слоев, между которыми были четыре слоя рыхлой и сыпучей земли. Сверху насыпалась золотистая дорожка, на которой и разводился огонь.
Литургический текст содержится в «Шукла (Белой) Яджур-веде» (главы 11-18); соответствующее описание ритуала также присутствует в тексте «Шатапатха-брахмана» (главы 6-10).
Этот ритуал слился с предыдущими ритуалами, вошедшими в его состав, около X века до н. э. и практиковался до поздневедического периода или до VI века до н. э. В послеведический период были разные попытки возрождения ритуала от империи Гупта на севере Индии до империи Чола на юге, но к XI веку практика совершения агничаяны считалась прерванной. И тем не менее обнаружилось, что ритуал продолжает совершаться несколькими семьями брахманов-намбудири в Керале, Южная Индия.

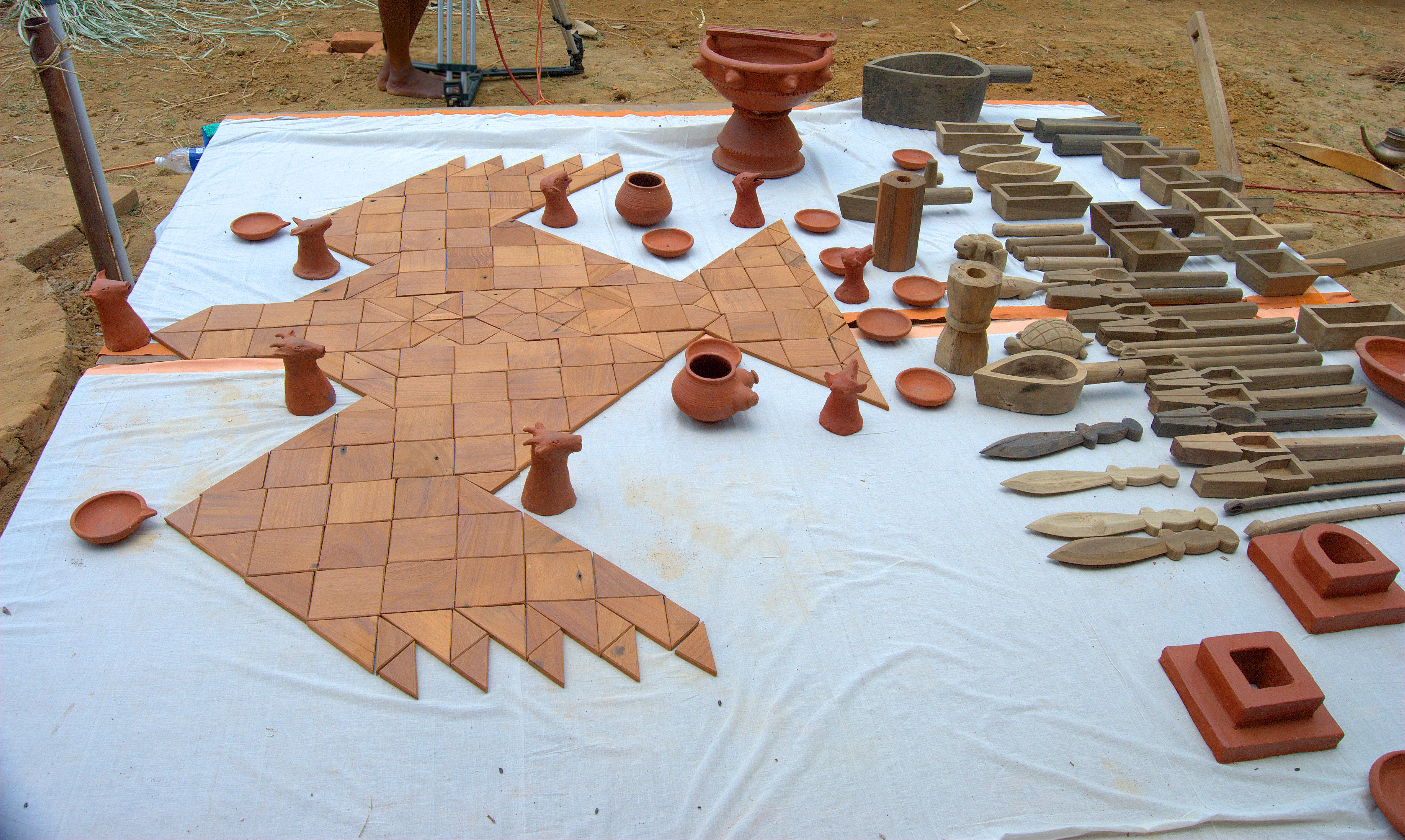
Уменьшенная копия алтаря-птицы и ритуальные принадлежности

## Современность
В 1975 году индолог Фриц Сталь задокументировал во всех подробностях совершение агничаяны брахманами в Керале. Последнее исполнение ритуала до этого было в 1956 году, и брахманы были уверены, что ритуалу грозит исчезновение. Агничаяна никогда до этого не была наблюдаема посторонними. В обмен на финансовое участие учёных в подготовке ритуала, брахманы согласились, чтобы агничаяна была снята и описана. Ритуал проходил 12—24 апреля 1975 года. Своего рода отчёт об этом ритуале содержится в книге Ф. Сталя «Агни», являющейся своеобразной энциклопедией по этому вопросу и в которой прекрасно сгруппированы материалы шраута-сутр по агничаяне.
Сам Сталь считал, что Атиратра Агничаяна 1975 года — последнее проведение этого ритуала. Однако на практике сложилось иначе, и вскоре началось возрождение шраута-ритуалов. Информация о касте намбудири и их ритуалах вышла за пределы не только Кералы, но и Индии, началось активное изучение ведийской традиции. После 1975 года агничаяна проводилась несколько раз — в 1990, 2006 и 2015 годах.